# لنز کانن ئی‌اف-اس ۱۰–۲۲میلی‌متر
لنز کانن ئی‌اف-اس ۱۰–۲۲میلی‌متر (به انگلیسی: Canon EF-S 10–22mm lens) نام لنز دوربین عکاسی از نوع زوم است که توسط شرکت کانن تولید می‌شود. فاصلهٔ کانونی این لنز ۱۰ تا ۲۲ میلی‌متر، دیافراگم آن دارای ۶ تیغه و ضریب اف آن اف ۳٫۵ تا ۴٫۵ / اف ۲۲ تا ۲۹ است. 